# Klotyldów
Klotyldów – wieś w Polsce położona w województwie wielkopolskim, w powiecie kaliskim, w gminie Mycielin w sołectwie Słuszków, w Kaliskiem, ok. 9 km od Stawiszyna, ok. 22 km od Kalisza.

## Przynależność administracyjna
W XIX wieku miejscowość podlegała administracyjnie do powiatu kaliskiego, w gminie Kościelec. W latach 1975–1998 do województwa kaliskiego, od 1999 roku do powiatu kaliskiego.

## Historia
Według Słownika geograficznego Królestwa Polskiego z 1883 roku Klotyldów był kolonią, w miejscowości było 7 domów i 64 mieszkańców.